# Kościół św. Józefa i Matki Bożej Częstochowskiej w Jedwabnie
Kościół świętego Józefa i Matki Bożej Częstochowskiej – rzymskokatolicki kościół parafialny należący do dekanatu Pasym archidiecezji warmińskiej.
Kościół z czerwonej cegły, posiadający trójbocznie zamknięte prezbiterium, został wymurowany w 1930 roku, wzniesiono go na planie wieloboku i osadzono na kamiennym fundamencie. Z przodu jest umieszczona charakterystyczna, drewniana wieża nakryta spadzistym dachem. Budowla została konsekrowana w 1932 roku jako kościół filialny parafii w Pasymiu.
We wnętrzu świątyni znajduje się wyposażenie głównie powojenne, Ołtarz główny i boczny zostały wykonane w stylu neorenesansowym, przed ołtarzem jest umieszczona neogotycka balustrada. W głównym ołtarzu jest umieszczony obraz powstały w latach 60. XX wieku, wzorowany na pracy Dwie Trójce z około 1680 roku. Są to wyobrażenia Świętej Rodziny oraz Boga Ojca i Ducha Świętego bardzo wiernie skopiowane przez polską malarkę Danutę Duch. W bocznym ołtarzu można zobaczyć obraz Matki Boskiej Częstochowskiej, z kolei na ambonie, 5 kolejnych prac tej artystki: świętych Piotra, Pawła, Judy, Ambrożego i św. Augustyna. Z lewej i prawej strony ołtarza znajdują się witraże: na prawo Świętego Józefa z Jezusem na ręku, na lewo Matki Boskiej. Na ścianach są umieszczone malowidła olsztyńskich autorów powstałe w latach 60. XX wieku m.in. Jezusa uciszającego burzę na morzu.
Nad drzwiami wejściowymi jest umieszczone dużych rozmiarów, charakterystyczne wyobrażenie przedstawiające Świętego Józefa trzymającego małego Jezusa na ręku.